# Producció de cafè a Kenya
La producció de cafè a Kenya està caracteritzade pel sistema de cooperativisme en la producció, molta, comercialització, processat i subhasta del cafè. Un 70% del cafè de Kenya el produeixen cultivadors a petita escala. Es calcula que uns sis milions de persones treballen en el sector del cafè a Kenya. Les principals regions productores són els altiplansal voltant del Mont Kenya, la Serralada Aberdare, el Districte Kisii, Nyanza, Bungoma, Nakuru i Kericho. En els altiplans del mont Kenya els sòls són àcids i molt adequats pel cultiu del cafè. El tipus eue es cultiva és el suau Coffea arabica amb gust intens, cos complet i aroma plaent. Des de 1989 la producció de cafè ha caigut des de d'unes 130.000 milers de tones a 50.000 milers de tones el 2009.

## Història

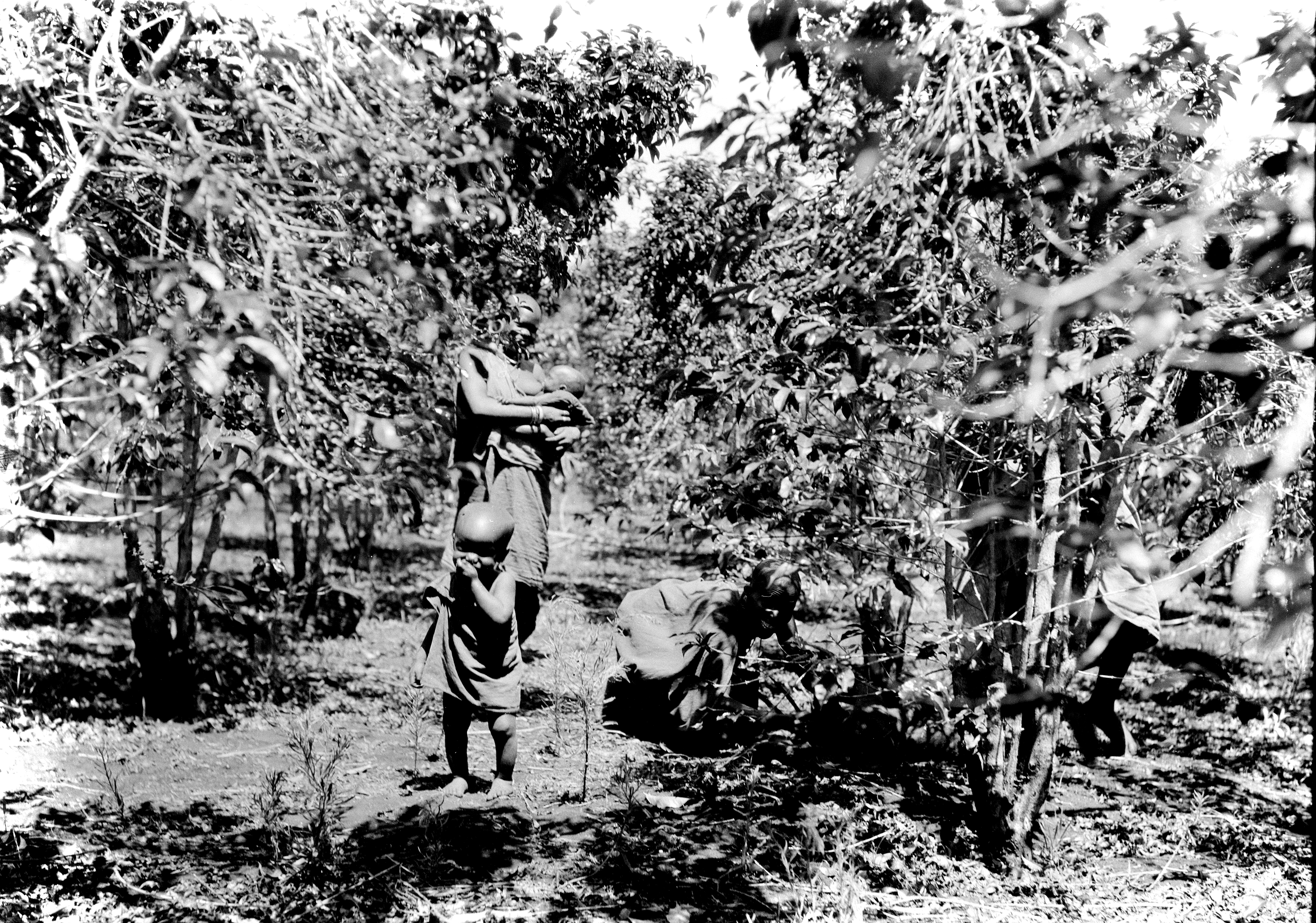
Plantació de cafè a Kenya el 1936

Malgrat la seva proximitat a Etiòpia (on es creu que s'originà la planta del cafè), el cafè no es va cultivar a Kenya fins a 1893, quan religiosos francesos l'introduiren des de l'illa de Reunió partint l'expansió del cultiu des de Nairobi.

## Mida
El Kenya AA no és realment un tipus de cafè sinó una classificació de cafè cultivat a Kenya. A tots els cafès de Kenya se'ls assigna un grau quan s'han molt basant-se en la mida de la llavor. Les llavors amb una mida de 17 o 18 (17/64 o 18/64 d'una polzada) se'ls assigna el grau AA, que generalment correspon a les llavors més grosses. La mida només és un dels factors de la qualitat.
El cafè de Kenya s'empaqueta en sacs de sisal que pesen 60 kg, però les ofertes es fan en sacs de 50 kg.
Exemples de preus mitjans en la subhasta (sacs de 60 kg).
- AA - $153.90
- AB - $114.21C - $97.29
- PB - $120.00T - $83.79
- TT - $111.83
- UG1 -$91.50
- UG2 -$82.90
- UG3- $71.50[1]